# Maglič
Maglič  (srbsko Маглич, Maglič) je srednjeveški grad iz 13. stoletja približno 20 km južno od Kraljeva, Srbija. Grad stoji na vrhu hriba v okljuki reke Ibar približno 100 m nad reko. Grad je varoval edino cesto, ki je povezovala dolino Velike Morave in Kosovo. Naziv Maglič bi se lahko prevedel kot Meglen (grad).
Maglič je od leta 1979 na seznamu srbskih Kulturnih spomenikov izjemnega pomena.

## Zgodovina
Grad je  v prvi polovici 13. stoletja zgradil srbski kralj Štefan Prvokronani ali njegov sin Štefan Uroš I. kot trdnjavo, ki bi varovala samostana Sopoćani in Studenica in preprečila kakšen nov vdor Mongolov v osrednjo Srbijo. V Srbskem cesarstvu (1346–1371) je bil Maglič sedež nadškofa Danila II., ki je v tem času napisal svoje slavne življenjepise svetnikov in vladarjev.
Po zasedbi trdnjave Smederevo 20. junija 1459 je Osmansko cesarstvo zasedlo tudi Maglič, ki je ostal v turški posesti do osvoboditve med veliko turško vojno (1683-1699).  Po porazu prve srbske vstaje so Osmani ponovno zasedli trdnjavo, vendar so je kmalu zatem zapustili.
Med drugo srbsko vstajo (1815-1817) je vojvoda Radoslav Jelenčanin pri Magliču iz zasede napadel skupino turških vojakov in ustavil njihovo prodiranje in Novega Pazarja.

## Arhitektura
Trdnjava ima sedem stolpov in temnico, prislonjeno na obzidje. Stolpi so značilni za srednjeveške trdnjave na Balkanu: imajo samo tri zidove, na notranji strani pa lesena stopnišča s podesti. Maglič ima samo ena glavna vrata na severni strani trdnjave in manjši skriven  vhod v enem od jugovzhodnih stolpov. V notranjosti so ostanki palače, vojašnic in cerkve sv. Jurija.  Trdnjava je imela tudi velik rezervoar za vodo in vodnjak. V južnem delu trdnjave so zaradi boljše obrambe drug ob drugem kar trije stolpi. 

## Sedanje stanje
Trdnjava je bila delno obnovljena po prvi svetovni vojni, glavna obnova pa se je začela leta 1980. Obnovljena so bila lesena tla v stolpih in ograja na obzidju. Nekateri deli so od takrat že strohneli in so zato nevarni. 
Pod trdnjavo je vsako leto start "Veselega spusta" (srbsko Весели спуст), plovbe po Ibarju do Kraljeva. Dopustne so vse vrste plovil. Regate se običajno udeleži več kot 3.000 plovil, zato plovba traja cel dan. Spusta 30. junija 2019 se je udeležilo več kot 20.000 ljudi.

## Sklica
1. ↑  Pravopisna komisija, ur. (1960). "Maglić". Pravopis srpskohrvatskoga književnog jezika (Fototipsko izdanje 1988 ed.). Novi Sad, Zagreb: Matica srpska, Matica hrvatska.
2. ↑  Veseli spust 30. junij 2019 Arhivirano 2019-07-08 na Wayback Machine..  Pridobljeno 8. julija 2019.